# Justin Hammel
Pour les articles homonymes, voir Hammel.
Justin Hammel, né le 2 décembre 2000 à Bâle en Suisse, est un footballeur suisse, qui joue au poste de gardien de but au Grasshopper Zurich.

## Biographie

### En club
Né à Bâle en Suisse, Justin Hammel est formé par le BSC Old Boys puis par le FC Bâle mais il ne joue aucun match avec l'équipe première. 
En 2020 il rejoint le Stade Lausanne Ouchy, club évoluant alors en Challenge League. Il arrive dans un premier temps dans un rôle de troisième gardien. Mais la blessure de Dany da Silva (en), l'habituel titulaire, lui permet d'obtenir du temps de jeu et de se mettre en évidence. Il s'impose alors comme le gardien titulaire du SLO durant l'année 2021.
Lors de l'été 2022, Justin Hammel rejoint le Grasshopper Zurich. Le transfert est annoncé le 13 juin 2022 et il signe un contrat de trois ans, soit jusqu'en juin 2025,.
Il découvre la Super League avec ce club, jouant son premier match le 11 septembre 2022, contre son club formateur, le FC Bâle. Il est titularisé mais son équipe s'incline toutefois par cinq buts à un ce jour-là. Il doit cette apparition à l'absence sur blessure du portier titulaire André Moreira, qui lui permet d'occuper les cages de Gasshopper durant quelques matchs avant son retour.
Avec le départ d'André Moreira à l'été 2023, Hammel devient le gardien titulaire du Grasshopper Zurich à partir de la saison 2023-2024. Cette saison-là, il se fait notamment remarquer en arrêtant deux penalty, le premier le 26 novembre contre le Servette FC malgré la défaite (2-0 score final) et le deuxième contre le FC Lausanne-Sport (victoire 5-0 de Grasshopper). Il s'illustre notamment durant le mois de décembre 2023 en encaissant qu'un seul but, ce qui lui vaut d'être nommé pour le Hopper vom Monat qui récompense le meilleur joueur du Grasshopper Zurich pour chaque mois. Une récompense qu'il obtient pour le mois de janvier 2024. Ses prestations lui valent d'être considéré comme l'un des meilleurs gardiens du championnat suisse, le quotidien suisse Blick le plaçant notamment dans son équipe type de la saison 2023-2024.

### En sélection
Justin Hammel joue son premier match avec l'équipe de Suisse espoirs le 30 mai 2021 contre l'Irlande. Il entre en jeu après la mi-temps à la place d'Amir Saipi et les Suisses s'imposent par deux buts à zéro ce jour-là.